# 龙飞 (官员)
龙飞（1969年8月—），四川省广安市人，中华人民共和国工程师、政治人物。原中国长江三峡集团公司党组成员兼纪检组长、中国南方电网有限责任公司党组成员兼纪检监察组组长。

## 生平
1969年8月，龙飞出生在四川省南充专区（今广安市）。
1992年8月，龙飞参加工作，先后在中国航天工业总公司第五研究院、中国航天机电集团公司（今中国航天科工集团）工作。2014年6月，龙飞接替于文星出任中国长江三峡集团公司党组成员、纪检组长。2020年6月，龙飞出任中国南方电网有限责任公司纪检监察组组长、党组成员。

### 落马
2024年2月5日，龙飞涉嫌严重违纪违法接受中央纪委国家监委纪律审查和监察调查。8月1日，龙飞遭到开除党籍开除公职（双开）处分。
2025年6月10日，山东省烟台市中级人民法院一审公开宣判龙飞受贿案，经审理查明：2000年至2023年，被告人龙飞利用担任中国航天机电集团公司办公厅总经理办公室秘书，中国航天科工集团公司办公厅副主任、主任，中国长江三峡集团公司党组成员、纪检组组长，中国南方电网有限责任公司党组成员、纪检监察组组长等职务上的便利以及职权、地位形成的便利条件，为相关单位和个人在企业经营、项目承揽等事项上提供帮助，非法收受财物共计折合人民币613万余元。对龙飞以受贿罪判处有期徒刑七年，并处罚金人民币五十万元；对龙飞受贿犯罪所得财物及孳息依法予以追缴，上缴国库。